# Cotinga gorja-roja
La cotinga gorja-roja (Pipreola chlorolepidota) és un ocell de la família dels cotíngids (Cotingidae).

## Hàbitat i distribució
Habita els boscos dels Andes al sud-est de Colòmbia, est de l'Equador i est del Perú.